# Jan Wiśniewski (major)
Jan Ludwik Wiśniewski (ur. 8 lipca 1899 w Tarnowie, zm. 1971 w Londynie) – major piechoty Wojska Polskiego.

## Życiorys
Urodził się 7 lipca 1899 w Tarnowie. Ukończył 8 letnie gimnazjum tarnowskie. W 1915 wstąpił do Legionów Polskich, od 1918 w Wojsku Polskim. W 1919 ukończył Szkołę Podchorążych Piechoty w Warszawie. 16 czerwca 1919 został mianowany podporucznikiem, służył w tym czasie w 13 pułku piechoty. W 1921 został przydzielony do 42 pułku piechoty, którego był długoletnim oficerem. Po ukończeniu w 1928 kursu w Szkole Młodszych Oficerów Artylerii w Toruniu został dowódcą plutonu artylerii piechoty w macierzystym pułku w randze porucznika. 1 stycznia 1930 został awansowany na kapitana. Od 9 sierpnia do 30 grudnia 1934 odbył szkolenie na kursie unifikacyjnym dla kapitanów w Centrum Wyszkolenia Piechoty w Rembertowie, a w 1935 ukończył tam kurs taktyczno-strzelecki.
W sierpniu 1935 roku został przeniesiony do Korpusu Ochrony Pogranicza i wyznaczony na stanowisko dowódcy kompanii w batalionie KOP „Dawidgródek”. Na stopień majora został mianowany ze starszeństwem z 19 marca 1937 i 102. lokatą w korpusie oficerów piechoty. Od 17 stycznia 1938 roku pełnił funkcję zastępcy dowódcy batalionu KOP „Dawidgródek”. W kwietniu 1939 objął dowództwo nad batalionem KOP „Sienkiewicze”. W połowie maja 1939 roku został dowódcą batalionu KOP „Hel”. Na czele tego oddziału walczył w kampanii wrześniowej. 2 października 1939 roku, po kapitulacji Rejonu Umocnionego Hel, dostał się do niewoli niemieckiej. Przebywał między innymi w Oflagu VII A w Murnau. Po zakończeniu wojny nie wrócił do Polski. Osiadł w Londynie, gdzie zmarł w 1971 roku.

## Ordery i odznaczenia
- Krzyż Niepodległości – 16 września 1931 „za pracę w dziele odzyskania niepodległości”[7][8]
- Krzyż Walecznych[9]
- Złoty Krzyż Zasługi – 11 listopada 1938 „za zasługi w służbie Korpusu Ochrony Pogranicza”[10]
- Srebrny Krzyż Zasługi[9]
- Medal Międzysojuszniczy „Médaille Interalliée”[11]